# Parviterribacteraceae
Parviterribacteraceae es una familia de bacterias grampositivas del orden Solirubrobacterales. Contiene un solo género: Parviterribacter. Fue descrito en el año 2016. Su etimología hace referencia a bacteria pequeña del suelo. Son bacterias aerobias y móviles. Catalasa positiva. Se han aislado del suelo de la sabana. 

## Taxonomía
Actualmente contiene 2 especies descritas:
- Parviterribacter kavangonensis
- Parviterribacter multiflagellatus